# گابریل گابریو
گابریل گابریو (فرانسوی: Gabriel Gabrio‎؛ ‏ ۱۳ ژانویهٔ ۱۸۸۷ – ۳۱ اکتبر ۱۹۴۶) یک هنرپیشه اهل فرانسه بود. وی بین سال‌های ۱۹۲۰ تا ۱۹۴۳ میلادی فعالیت می‌کرد.

## گزیده فیلم‌شناسی
از فیلم‌ها یا برنامه‌های تلویزیونی که وی در آن نقش داشته‌است می‌توان به آثار زیر اشاره کرد.
- بینوایان (فیلم ۱۹۲۵) (۱۹۲۵)
- لوکرتزیا بورجیا (فیلم ۱۹۳۵) (۱۹۳۵)
- پی‌پی لو موکو (۱۹۳۷)
- خرمن (فیلم ۱۹۳۷) (۱۹۳۷)
- جوزپه وردی